# Knud Erik Kirkegaard
Knud Erik Kirkegaard (født 17. maj 1942) er en dansk politiker, som repræsenterer Det Konservative Folkeparti. Han var arbejdsminister i regeringerne Poul Schlüter III og Poul Schlüter IV 1989-1993.

## Civil biografi
Knud Erik Kirkegaard tog lærereksamen ved Nr. Nissum Seminarium i 1965. Han har siden deltaget i årskurser i psykologi og skolevejledning ved Danmarks Lærerhøjskole 1977-1978.
Han har arbejdet ved landbrug 1956-1960. Efter lærereksamen har han arbejdet som lærer ved Aulum Byskole 1966-1972. I perioden 1972-1984 virkede han som skolekonsulent for uddannelses- og erhvervsorientering ved Aulum-Haderup kommunale skolevæsen. Senere var han forstander for FOF Aulum-Haderup 1996-1998.
Han har haft forskellige tillidsposter i tidens løb: Han var fælleslærerrådsformand i Aulum-Haderup Kommune 1970-1974, lærerrådsformand ved Aulum Byskole 1976-1978. 
Desuden har han været næstformand i Erhvervsknudepunkt Midtjylland fra 1996 og medlem af Erhvervsrådet for Ringkøbing Amt fra 1997.

## Politisk løbebane
Knud Erik Kirkegaard var formand for Aulum-Haderup Konservative Vælgerforening 1970-1975, for De Konservative i Holstebrokredsen 1975-1977 og for partiet i Ringkøbing Amt 1976-1980. På det landspolitiske plan var han medlem af Det Konservative Folkepartis hovedbestyrelse 1976-1980 og 1996-1998.
Han har været partiets kandidat i Holstebrokredsen fra 1977 og har været medlem af kommunalbestyrelsen i Aulum-Haderup Kommune fra 1978. Han har siddet i Folketinget 1984-1994 og 1997-2005. I den sammenhæng har han haft flere ordførerposter for sit parti. Ud over sin ministerpost har han endvidere været formand for Folketingets Kommunaludvalg 1998-2001 og gruppeformand for Det Konservative Folkeparti fra 2001-2005.
2009 gjorde han politisk comeback. Her blev han indvalgt i Herning Byråd som den eneste konservative. Ved valget i 2013 søgte han ikke genvalg og partiet røg helt ud af byrådet.[kilde mangler]
1990 blev han Kommandør af Dannebrog.